# Merče
Merče je naselje v Občini Sežana.